# Пукельдон
Пукельдон  (исп. Puqueldón ) — посёлок в Чили. Административный центр одноимённой коммуны. Население — 454 человека (2002). Посёлок и коммуна входит в состав провинции Чилоэ и области Лос-Лагос .
Территория коммуны — 97,3 км². Численность населения — 4154 жителей (2007). Плотность населения — 42,69 чел/ км².

## Расположение
Поселок расположен на острове Чилоэ в 140 км на юго-запад от административного центра области города Пуэрто-Монт и в 16 км на юго-восток от административного центра провинции города Кастро.
Коммуна граничит:
- на севере — c коммуной Кастро
- на северо-востоке — c коммуной Кемчи
- на юге — c коммуной Кейлен
- на западе — c коммуной Чончи

На востоке коммуны расположен залив Анкуд.

## Демография
Согласно сведениям, собранным в ходе переписи Национальным институтом статистики, население коммуны составляет 4154 человек, из которых 2097 мужчин и 2057 женщин.
Население коммуны составляет 0,52 % от общей численности населения области Лос-Лагос. 100 % относится к сельскому населению и 0 % — городское население.